# Albert Puters
Albert Puters, né à Verviers le 19 septembre 1892 et mort le 7 novembre 1967 , est un architecte belge. 

## Biographie
Ingénieur-architecte formé à l'université de Gand, Albert Puters enseigne à l'université de Liège, où il est chargé de cours en 1926, professeur extraordinaire en 1928, et professeur ordinaire en 1931 : il y est chargé des enseignements de l'architecture civile, de l'histoire de l'architecture, de composition architectonique et de constructions coloniales.
Albert Puters a su faire la synthèse entre l'apport des architectures vernaculaires de la région liégeoise et l'architecture moderniste du début du XXe siècle. 
Il est l'auteur des plans de l'institut de chimie de l'université de Liège au Val-Benoît.
Il est inhumé au cimetière d'Angleur-Sarts.

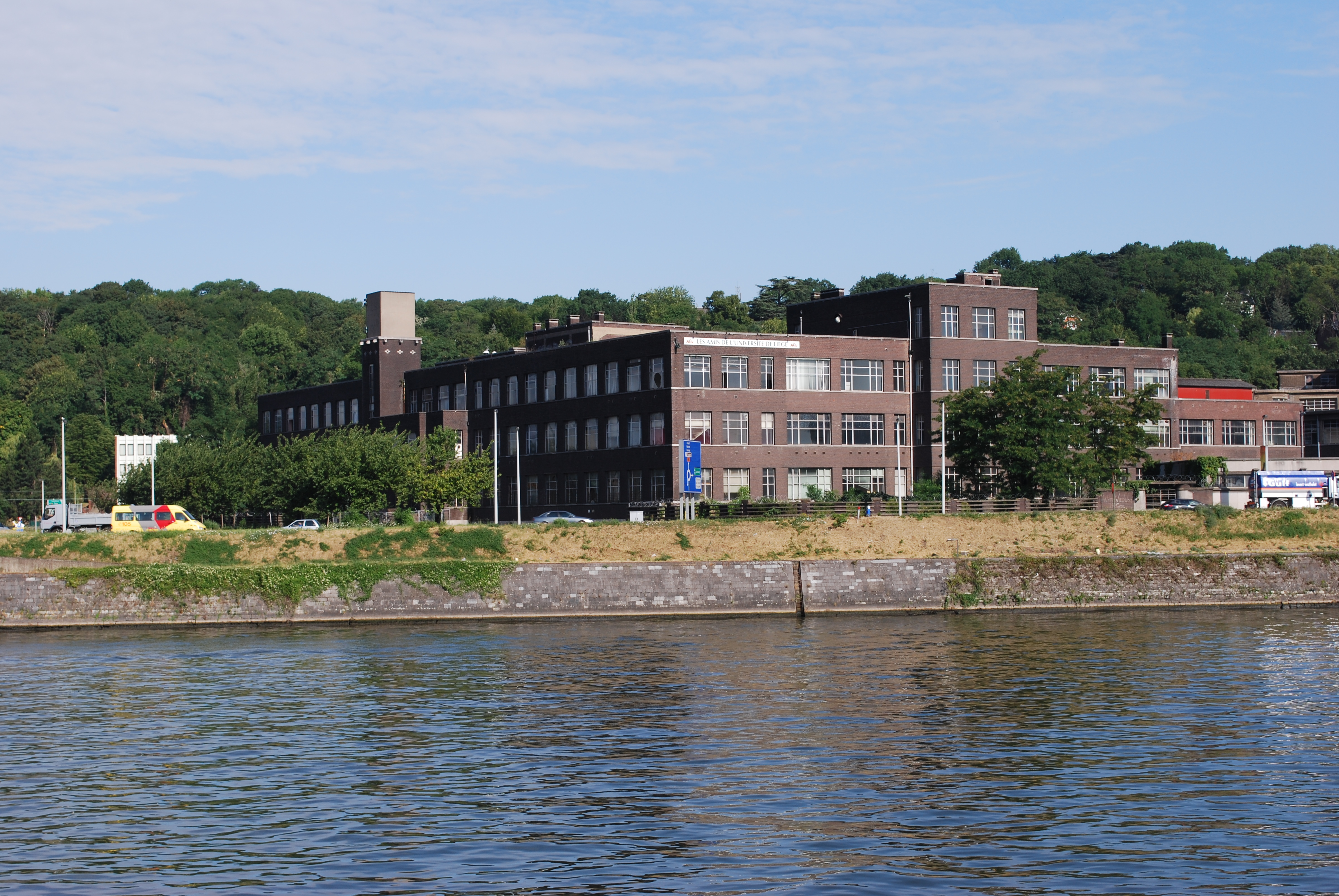
Institut de chimie sur le quai Banning à Liège : les bâtiments du Val-Benoît.

## Publications
- La conception de nouveaux instituts destinés à la faculté technique de l'Université de Liège, Liège, Imprimerie Vaillant-Carmanne, 1927, 19 pages, illustrations[1]
- « La conception architecturale de l'Institut de Chimie et de Métallurgie pour l'Université de Liége »,Revue Universelle des Mines, 1931, p. 14-20.
- « L'institut de chimie et de métallurgie de l'Université de Liège », La Technique des travaux, juillet 1933, p. 409-418.
- « L'institut de chimie et de métallurgie de l'Université de Liège », Revue universelle des mines, tome XIV, février 1938, p. 58-65.
- Architecture privée au Pays de Liège, 1940.
- Documents d'Architecture Mosane (5 volumes), 1943-1955
- Le pan de bois au pays de Liège, 1947.